# John White Alexander
John White Alexander (ur. 7 października 1856 w Allegheny (Pittsburgh), zm. 31 maja 1915 w Nowym Jorku) – amerykański malarz symbolista, ilustrator.

## Życiorys
Alexander urodził się w Allegheny City, w Pensylwanii (obecnie część Pittsburgha), jako syn Johna Alexandra i Fanny Smith. Osierocony w dzieciństwie (ojciec zmarł wkrótce po jego urodzeniu, a matka, gdy miał 5 lat), był wychowywany przez dziadka. W wieku 12 lat opuścił szkołę, aby pracować jako posłaniec dla Atlantic and Pacific Telegraph Company w Pittsburghu.

## Kariera
Mając 18 lat wyjechał do Nowego Jorku, gdzie pracował w biurze magazynu politycznego Harper’s Weekly jako karykaturzysta i ilustrator. Pułkownik Edward Jay Allen, urzędnik firmy, był pod wrażeniem szkicu wykonanego przez Aleksandra. Allen ostatecznie też adoptował Aleksandra. Po trzech latach wyjechał do Europy, przebywał w Monachium, Wenecji i Niderlandach. W 1881 r. powrócił do Nowego Jorku, gdzie zaczął odnosić sukcesy jako portrecista. Jego pierwsza wystawa w Paryżu miała miejsce w 1893. W 1901 r. został kawalerem Legii Honorowej, był członkiem National Academy of Design, Amerykańska Akademia Sztuki i Literatury oraz przewodniczącym National Society of Mural Painters.

## Rodzina
Poślubił Elizabeth Swan Alexander, córkę Jamesa Waddella Alexandra. Ich syn James Waddel Alexander był matematykiem i topologiem.

## Galeria

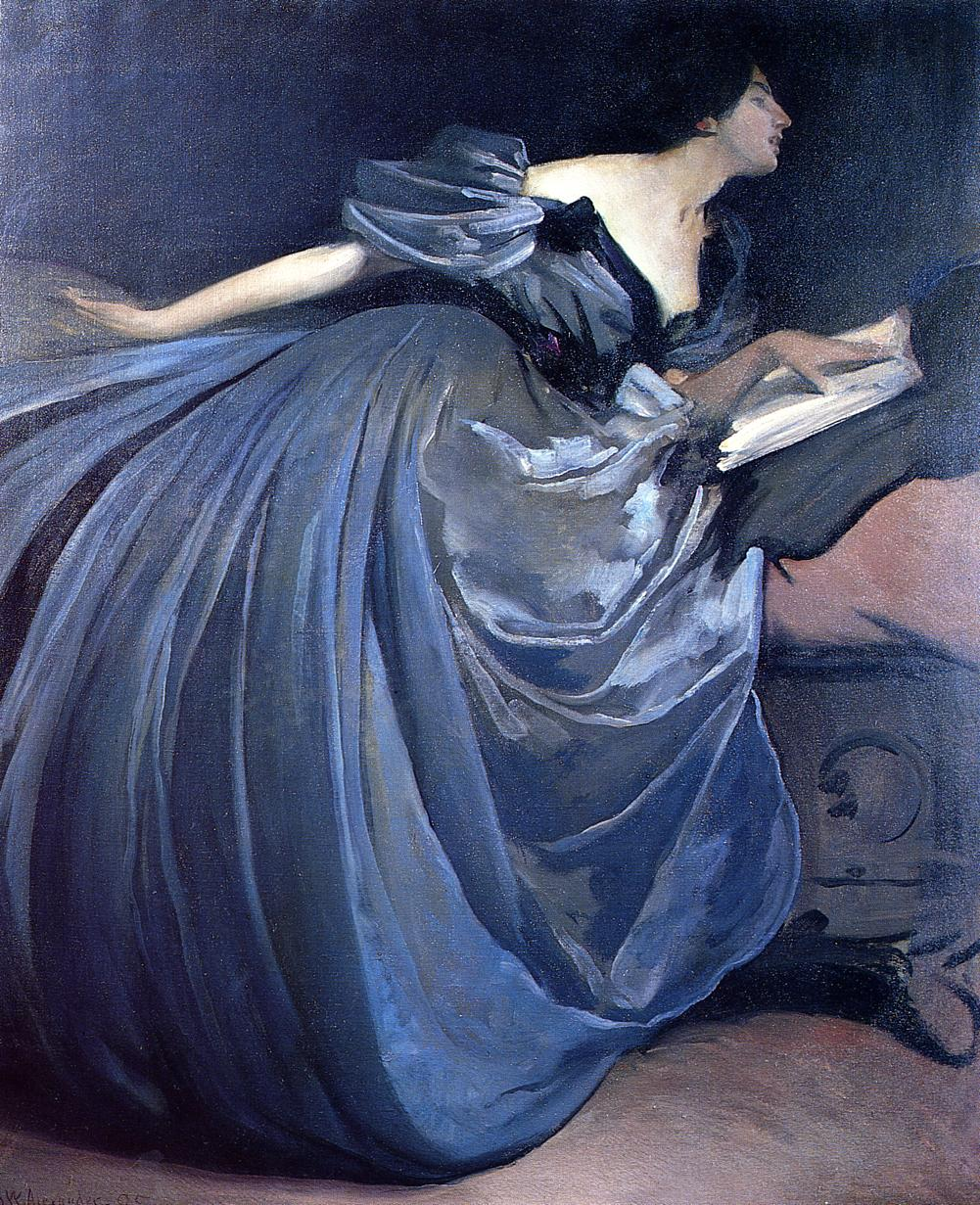
Althea (1895)
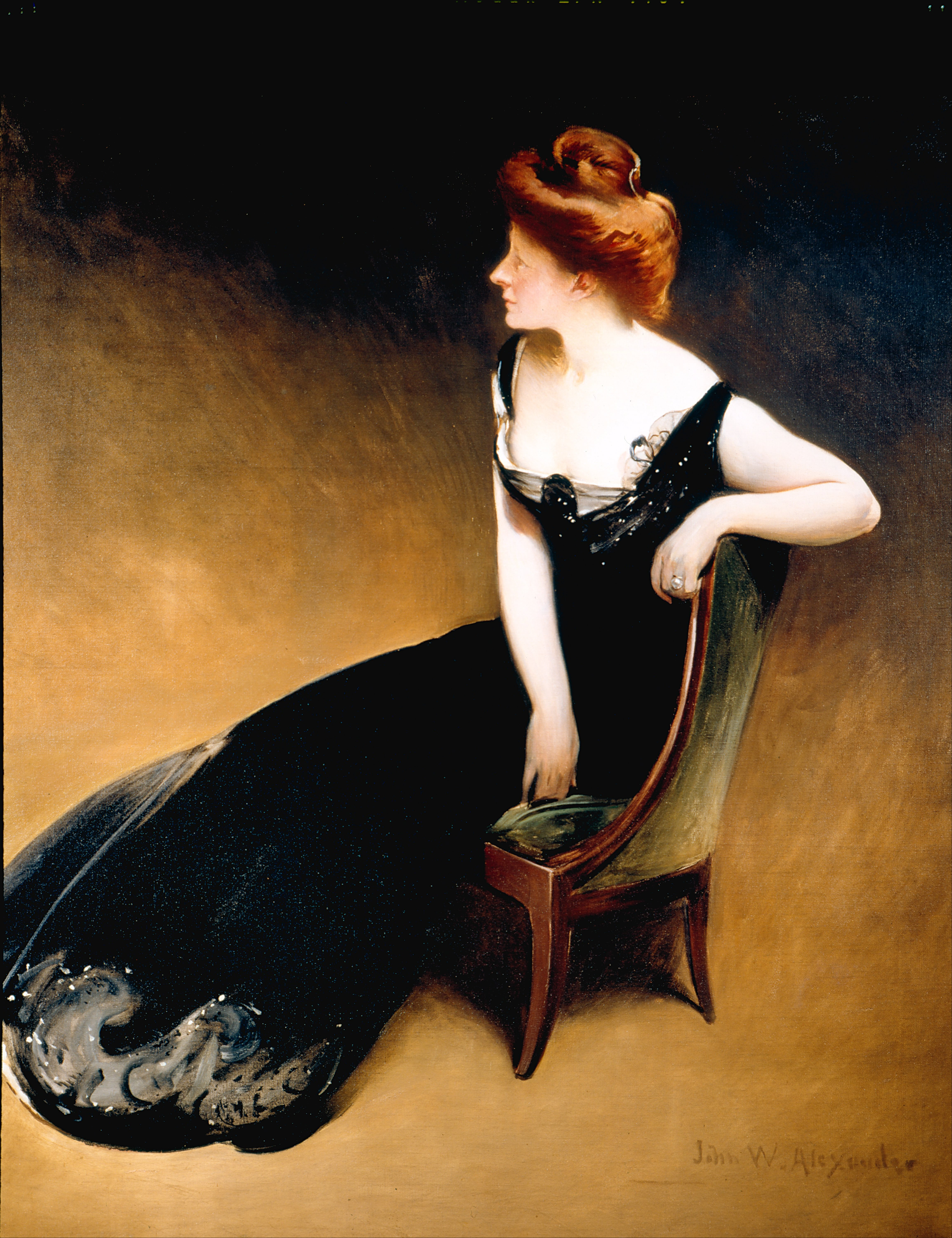
Portrait of Mrs. V, Mrs. Herman Duryea (1898), Philbrook Museum of Art, Tulsa
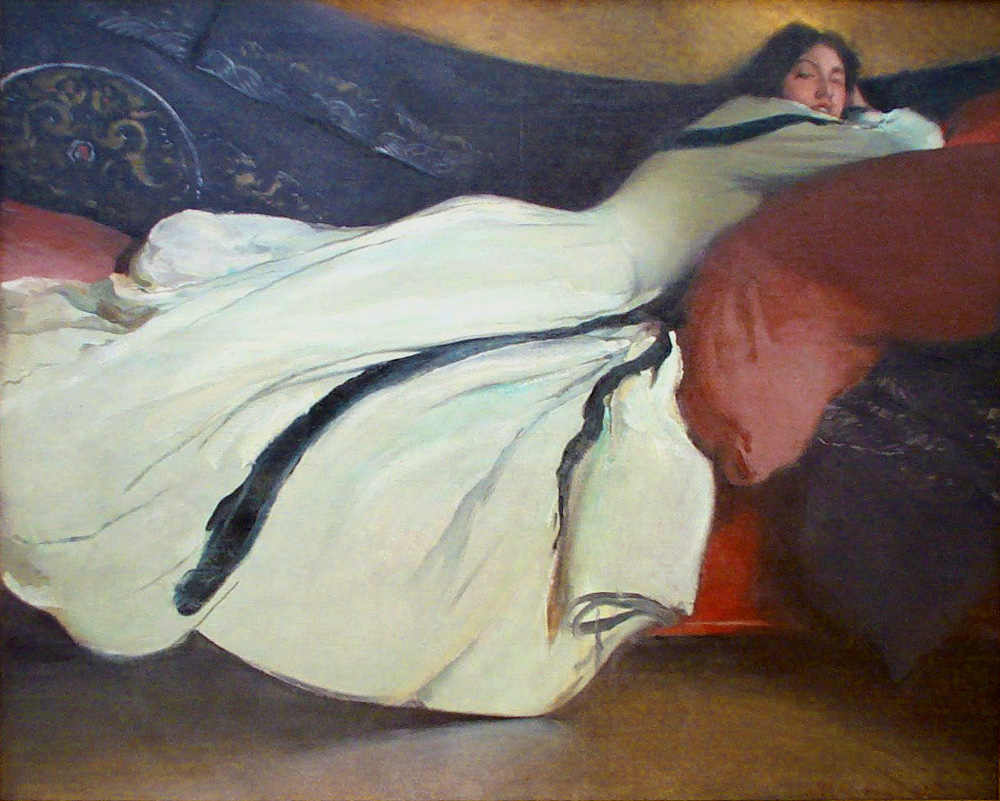
Repose (1900)
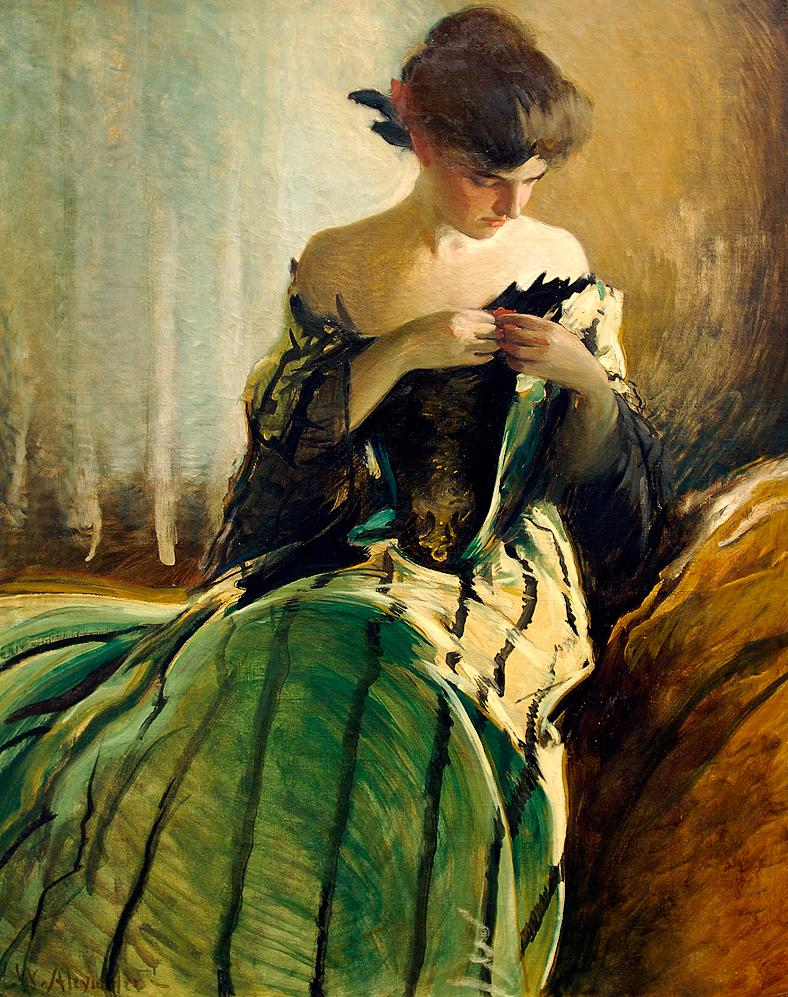
Study in Black and Green, przed 1906, Metropolitan Museum of Art, Nowt Jork
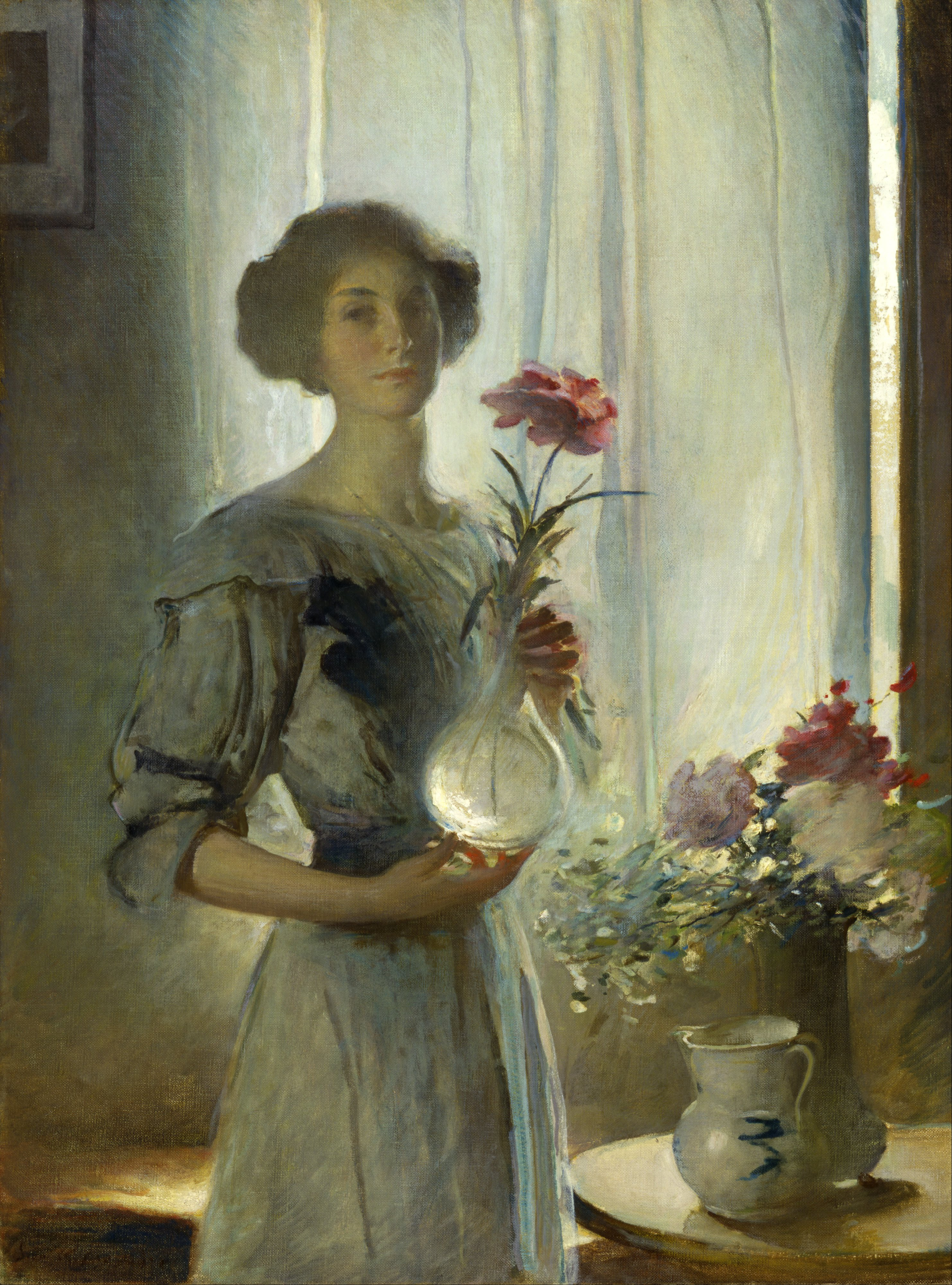
June, ok. 1911, Smithsonian American Art Museum and the Renwick Gallery, Waszyngton
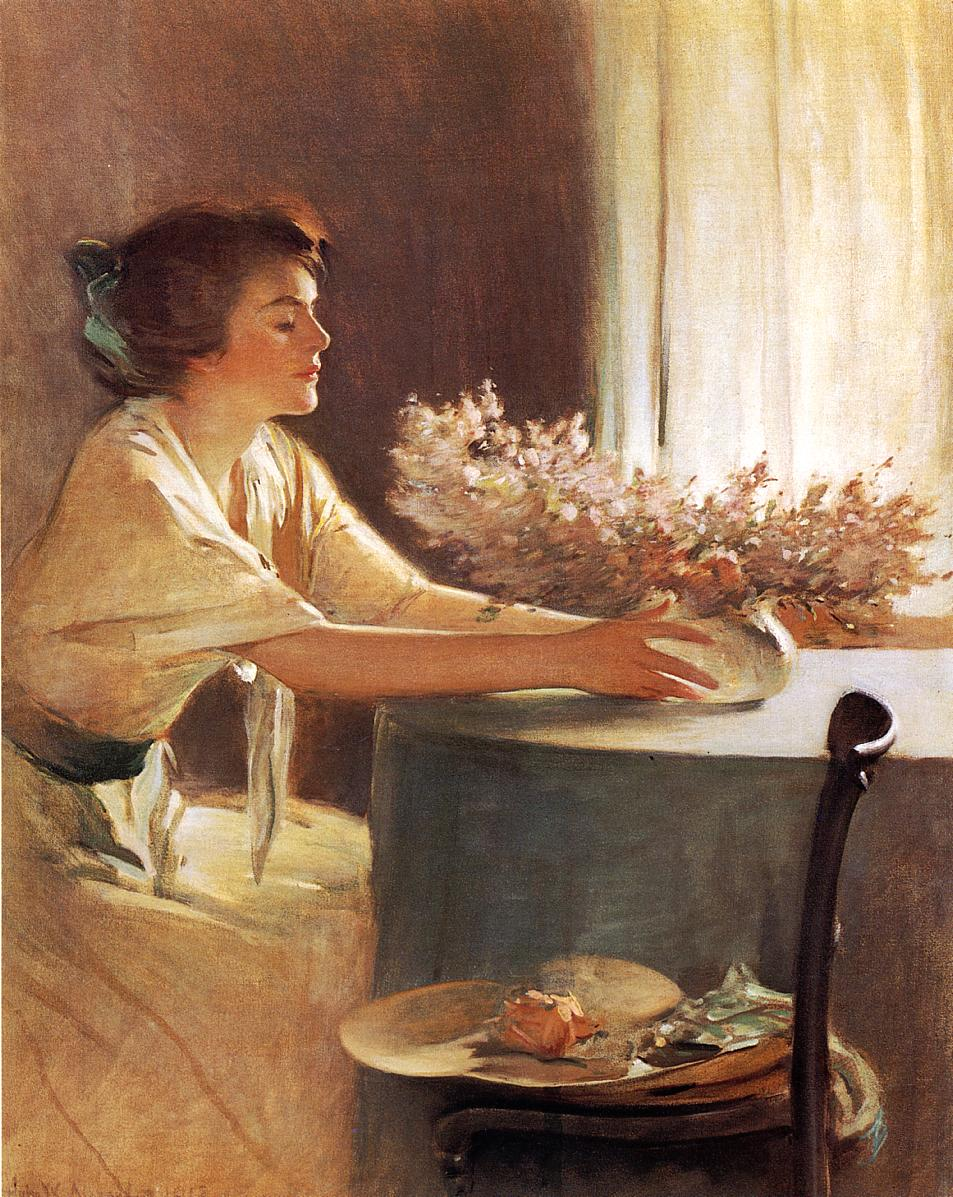
Polne kwiaty (1912)
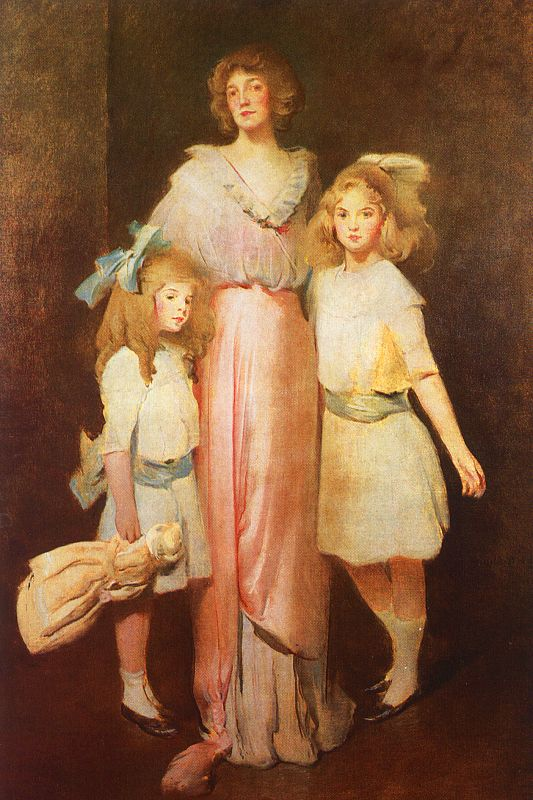
Mrs. Daniels with Two Children, 1913, Siedziba Rady Gubernatorów Rezerwy Federalnej, Waszyngton
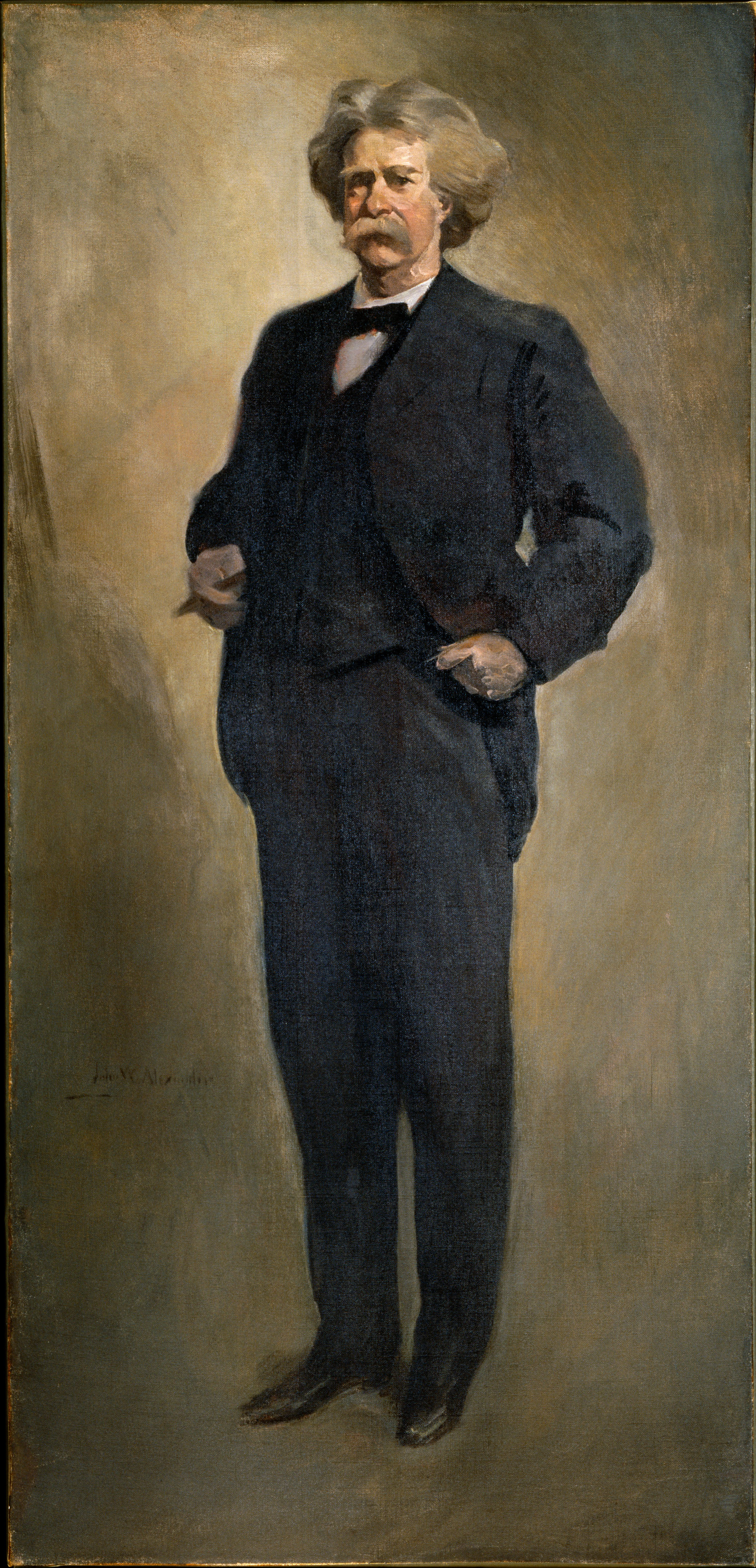
Samuel L. Clemens (Mark Twain), 1912 lub 1913, National Portrait Gallery (Waszyngton)